# 日光大橋 (台東市)
日光大橋（にっこうおおはし）は、台湾の台東県台東市にあるアーチ橋。太平渓に架かっている。台東市公所が管理しており、台東駅と台東空港と結ぶ、重要な連絡路として機能している。

## 建造情報
日光大橋は総工費約1億9380万元をかけて建造された。中華民国内政部の営建署の委託により、台東県政府及び台東市公所が設計・工事を行った。全長514メートル、幅30メートルであり、そのうち橋梁部は全長は300メートル、幅30メートルである。アーチの支点間の長さは160メートル、アーチ外側の桁部の長さは170メートルある。補剛アーチのデザインを採用し、防蝕・耐候性の鋼板を使用することで、将来の保守・修理コストの削減を図っている。